# 库保
库保，是匈牙利包尔绍德-奥包乌伊-曾普伦州所辖的一个村。总面积7.84平方公里，总人口147，人口密度18.8人/平方公里（2011年1月1日）。